# Conus costellatus
Espèce
Conus costellatus est une espèce fossile de mollusques gastéropodes marins de la famille des Conidae.

## Distribution
Cette espèce est présente en France.

## Taxonomie

### Publication originale
L'espèce Conus costellatus a été décrite pour la première fois en 1835 par le médecin et naturaliste français Jean Pierre Sylvestre Grateloup (1782-1862).

### Fossiles
Cette espèce est référencée dans la database PALAEO du MNHN, mais cette espèce n'est pas référencée dans la database Paleobiology Database en 2025.

## Identifiants taxonomiques
- Ressources relatives au vivant :   - Global Biodiversity Information Facility
  - World Register of Marine Species

Chaque taxon catalogué par les bases de données biologiques et taxonomiques possède un identifiant qui permet d'établir un point de référence. Les identifiants de Conus costellatus dans les principales bases sont les suivants :
CoL : XX8G - GBIF : 9785855 - WoRMS : 1053615